# Batakurki
Batakurki är en ort i Indien.   Den ligger i distriktet Belgaum och delstaten Karnataka, i den sydvästra delen av landet, 1 400 km söder om huvudstaden New Delhi. Batakurki ligger 636 meter över havet och antalet invånare är 5 000.
Terrängen runt Batakurki är platt. Runt Batakurki är det ganska tätbefolkat, med 222 invånare per kvadratkilometer. Närmaste större samhälle är Lokāpur, 9,5 km norr om Batakurki. Trakten runt Batakurki består till största delen av jordbruksmark.